# 薬屋探偵妖綺談
薬屋探偵妖綺談（くすりやたんていようきだん）は、高里椎奈による小説シリーズ。講談社ノベルスにて発売。
作者は、この作品の1作目「銀の檻を溶かして」で第11回メフィスト賞を受賞。
本作の続編として『薬屋探偵怪奇譚』がある。

## 概要
小さな町・久彼山の住宅街を抜けた先にある「深山木薬店」の従業員は3人。セピア色の髪の美少年と、黒髪の穏やかな青年と、赤い髪の元気な男の子。
この薬店には「薬屋」以外の顔がある。それは妖怪雑事相談所。妖怪や人間から依頼された事件や、成り行きで巻き込まれた事件を、解決したり、しなかったり。

## 作品リスト
1. 銀の檻を溶かして（第11回メフィスト賞受賞。作者のデビュー作）ISBN 978-4061820593
2. 黄色い目をした猫の幸せ ISBN 978-4061820845
3. 悪魔と詐欺師 ISBN 978-4061821057
4. 金糸雀(カナリア)が啼(な)く夜 ISBN 978-4061821316
5. 緑陰の雨 灼(や)けた月 ISBN 978-4061821484
6. 白兎(はくと)が歌った蜃気楼 ISBN 978-4061821712
7. 本当は知らない ISBN 978-4061821989
8. 蒼い千鳥 花霞に泳ぐ ISBN 978-4061822436
9. 双樹に赤 鴉の暗(くろ) ISBN 978-4061822788
10. 蝉の羽 ISBN 978-4061823273
11. ユルユルカ ISBN 978-4061823648
12. 雪下に咲いた日輪と ISBN 978-4061824225
13. 海紡ぐ螺旋 空の回廊 ISBN 978-4061824768
14. 深山木薬店説話集（短編集） ISBN 978-4061824867
15. 翡翠の風と踊る死者 ISBN 978-4065293256

（講談社文庫で順次文庫化が進んでいる）
なお、時系列は第1巻『銀の檻を溶かして』の時点で西暦2020年。以降、『金糸雀が啼く夜』で2021年、『白兎が歌った蜃気楼』で2022年、『海紡ぐ螺旋 空の回廊』で2023年となる。ただし、『蒼い千鳥 花霞に泳ぐ』のみ1994年の出来事である。

## 登場人物
深山木 秋（ふかやまぎ あき）
主人公。深山木薬店の店主である、香りと光（ただし陽光では強すぎるので主に月光）をエネルギー源とする以外正体不明の妖怪。外見は無造作に切ったセピア色の髪が特徴で、初対面の人間に少女と間違われることが多い16歳ほどの美少年。身長165cm、体重52kg。
名前を四季を巡る様に定期的に変えている（春、水夏、秋、火冬など。ただし、「夏はもう名乗らない」と言う）。表向きの年齢は初登場時の直也と同年ということになっている。戸籍上は1月11日生まれ。リベザルには「師匠」と呼ばれ、座木や零一には「秋」と呼ばれている。かつて4人の男女と暮らしており、彼らに四季を含む名を与えた。彼らからは「シン・リー」と呼ばれる。
頭の回転が非常に速く頭脳明晰。博識で、語学も雑学も豊富。口が上手く、社交術にも長けている。性格は天衣無縫・傍若無人で幼稚さと老獪さを持ち合わせる。癖は、故事・諺等の乱用。運動神経や反射神経などが優れていて、高校生8人を相手取ったケンカでは零一と2人で軽々と圧倒している。好きなものはバスケとラムネと紅茶。嫌いなものはシナモン、幽霊、病院、花火、蛇、ライチの種。
従業員の中で唯一薬を作る事が出来る。ちなみに作る薬は違法だが効果は抜群で、その分値段が法外である。
香りをエネルギー源とするため、よく自分で調合したハーブのタバコを吸っている。血液の色は、人間に比べて透明感のあるワインレッド。短所は悪筆・人の顔と名前を覚えない事・壊滅的な料理のセンスの無さ。また、寝起きが頗る悪いため朝ごはんは食べず、お茶だけ飲むが、秋を起こしに行くリベザルは踵落としなどを的確に食らい、常に危険な朝を過ごしている。
座木（くらき）
深山木薬店の経営者で、イギリス出身の、老若男女問わず甘い言葉を掛けまくる妖精。原型は全長30cmほどの狐のようで、黒い体色をしている。人間時の外見は20代後半の青年。身長187cm、体重79kg。黒髪黒瞳であるため、他の2人と比べて一見地味で目立たない容姿だが、よくよく見れば日本人の顔立ちではないことが知れる。
物腰柔らかで思いやり深く、言葉遣いも丁寧（秋曰く「アルコールワード」）な為、女性に好かれやすい。誰にでも礼儀正しいが無礼な人間には厳しく接する。なお、リベザルに対してだけは丁寧ではあっても普通の言葉遣いを心がけている模様。怒らせると手がつけられない。
人間社会で生活するべく、秋の伝で垣谷青伊（かきたに あおい）なる人物の養子になったため、戸籍上の名は「垣谷沈丁花」（かきたに じんちょうげ）で、2023年で29歳。リベザルには「兄貴」と呼ばれ、秋には「ザギ」と呼ばれる。「座木」は「ザギ」の音に秋が漢字を当てたもので、戸籍名の「沈丁花」も秋の名づけである。また、外国人向けには「レジナルド」と名乗る。リベザルが日本に来る以前、「座木」の名で高校に通っていたことがある。
秋が壊滅的なまでに料理下手なのが原因で、料理（特に和食）が得意。深山木薬店の家事の一切は彼に任されているが裁縫は苦手。また紅茶に対するこだわりは相当なもの。基本的に秋の意志を優先するが、先読みも怠らず、調査の際は秋の指示が出る前に独断で動くこともある（秋もそれを当てにしている節がある）。
ネット上のハンドルネームは「ホムサ」。ある程度のハッキングスキルを持つため、闇サイトで情報収集することもあり、情報屋「シャドウ」とはオンライン上でのビジネスライクな関係だったが、2人がある事件の関係者となったことから現実世界でもつながりを持つ。
リベザル
秋の助手見習い。ポーランド出身の、山に住む悪戯好きな妖精で、現地では｢シレジアの幽霊」と呼ばれていた。人間時の外見は、10歳くらいのポーランド系の赤毛の少年。身長146cm、体重31kg。日本に来て約14年（第1巻時点）。
一時日本を離れて放浪していた秋と座木がポーランドで巻き込まれたとある事件で、結果的に彼らに助けられ、ついてきた。「リベザル」という名は本来種族名であり、本来の姿が猿に似た赤い毛玉に見える事から、秋に「赤タワシ」「試験管ブラシ」などと呼ばれる。未熟さがたたり、疲労やショックで変化が解けてしまうことも。
素直で騙されやすく、何事にも一生懸命。人見知りが激しいが基本的に人間が好きで、妖怪と人間が仲良く暮らせる未来を目指している。誰かを手伝えることを喜ぶ。秋の事を師匠、座木の事を兄貴と呼んで慕う。
高遠 三次（たかとお さんじ）
1993年1月1日生まれ。身長175cm、体重70kg。
埼玉県警上流坂署刑事課の刑事。20代後半だが大抵40代ぐらいに見られる。頭の回転が速く、腕っ節も強く、自分なりの正義をもって職務に当たっているが、半分ほど瞼の下りた、やる気の無さそうな顔と態度の為に理解されない事が多い。知り合いの情報屋から些細な警察内部の情報（飲まれている珈琲の銘柄など）と交換に情報を流して貰って、単独行動する事がよくある。
ヘビースモーカーで、機嫌のいい時と悪い時で吸う銘柄が違う。また、下戸で日本酒を一口でも飲んだら最後、翌昼ごろまで寝ていることも。
実家（特に父親）とは幼い頃からのトラウマと度々無断で見合いをセッティングすることが原因で疎遠だが、異母妹とは連絡を取っている様である。秋を気に入っており、不可解な事件の相談をしたりすることがある。
御 葉山（おき はやま）
1996年4月1日生まれ。身長167cm、体重63kg。
上流坂署の刑事だったが、科研に入るため後に辞職し専門学校生となる。童顔で、20代なのに「スーツに着られて」おり、就職活動中の大学生か高校生の様に見られることが多い。時折、明らかに日本語ではない奇声を発する。甘党でコンビニのデザートが好き。
兄の友達で、同僚でもある高遠を尊敬している。実は理系で頭も良く、国家I種試験に合格している（大学は電子系らしい）。ある事件がきっかけで知り合いになった秋の大ファンで、非公式ファンクラブの会長を自称するほどであるが、秋に名前を覚えてもらえず、出会った当初のネクタイの色から「カラシの刑事さん」と呼ばれる。
勘はいいが自覚していない。そこは兄と同じなため、やはり兄弟というところか。
御 真鶴（おき まつる）
1993年1月22日生まれ。身長179cm、体重70kg。
高遠の大学時代の同級生で、葉山の兄。ハードボイルドを好んでそのように振舞っているようだが、料理の腕前もよく、裁縫の腕はパッチワーク検定一級をとるほど。資格マニア。探偵事務所を営んでいて情報収集力には長けるが推理力に難があり、あまりはやってはいない。
旅行好きでまとまった金が出来るとすぐに海外に飛び出してしまう。秋や秋のバスケ仲間とも友達のようであり、彼らからは「鶴ちゃん」と呼ばれている。
勘はいいが自覚していない。兄弟2人共という事もあって遺伝かとも思われる。
高橋 総和（たかはし そうわ）
1998年6月15日生まれ。身長176cm、体重62kg。
栃木県の寺の息子で東大の学生。赤く染めた長髪で、女言葉で話すがオカマではない。
ある事件をきっかけにリベザルと友達になり赤毛同盟を組む。出逢った当初、リベザルを恭二君と呼んでいたが、それはリベザルが咄嗟に偽名を名乗ったため。リベザルが心を許す数少ない人間の一人。キングという名前のイグアナ（らしきもの）を飼っている。世界各国行事祭事研究会のメンバー。
木鈴 直也（きすず なおや）
2001年5月10日生まれ。身長167cm、体重57kg。
総和の友達。ある事件をきっかけに秋と知り合い、バスケ仲間に。中学から大学までバスケ部に所属しているため秋よりも上手く、秋の良きライバルである。秋たちの正体を知っている数少ない人間の一人。世界各国行事祭事研究会のメンバー。
桜庭 零一（さくらば れいいち）
フィンランド出身の悪魔。秋からは友達として認識されている。身長173cm、体重62kg。
上手く人間世界に溶け込み、バイトと内職を繰り返して生活している。単純で律儀で、秋に良くからかわれる。秋には「ゼロイチ」、カイには「零（リン）」と呼ばれる。里芋と秋のことが嫌い。戸籍上は5月6日が誕生日。
ジア・剴（ジア・カイ）
中国出身の妖怪。身長183cm、体重80kg。
がっしりとした体格をしている。秋や零一とは長い付き合いである。花屋「花花」の店主で、秋が薬に使う材料は大抵ここから仕入れている。
大体の人間は名前の中国語読みで、座木を（本人の前だけで）「ストレリッチア」、リベザルを「シャオホウル」と呼ぶ。そのため座木との関係があまり良くない。無類の女好きで、小町に好意を寄せているが連敗記録を更新し続けている。しかし、なびかない所が好きらしい。
胭李（イエンリィ）
見かけはヨーロッパ系の銀髪の少年で、右目は青、左目は緑のオッドアイ。身長166cm、体重49kg。
セルヴァンという種族の妖精で、カイと共に暮らしている「花花」の従業員。園芸が好き。細かな作業は得意ではないらしく、花束などはカイに任せ苗木などの世話をしている。話す事が出来ず、唯一のコミュニケーションは、腕時計のベルトにさげた鈴を鳴らす事である。
柚之介（ゆのすけ）
野狐。身長149cm、体重32kgと、外見はリベザルより少し年上ぐらいの黒髪の少年だが、実際はもっと長く生きている。幻術が得意で、色々なものに化けて悪戯をする（秋には効かない）。リベザルとは、一度深山木薬店に泊まった時に友達になった。以後ちょくちょく遊んでいるようである。過去に起こった事件のせいで人間は一部を除いて嫌い。
車谷 エリカ（くるまたに エリカ）
2004年7月25日生まれ。身長162cm、体重50kg。
三科台高校生。成績優秀・スポーツ万能・容姿端麗で男子生徒の憧れの的。しかし高圧的で攻撃的な性格なため敵も多い。幼馴染の道長円とコンビを組んで、ネット上で「シャドウ」という情報屋をやっている。主に企画担当。妖怪の存在を知る人間の一人。
道長 円（みちなが まどか）
2005年2月14日生まれ。身長170cm、体重56kg。
三科台高校生。女名前だが歴とした男性である。高校では図書委員。あまりパッとしない外見だが、所謂パソコンオタクで、幼馴染のエリカとともに「シャドウ」という情報屋をやっている。主に技術面担当。穏やかな優しい性格で、エリカの言いなりになる事も多い。警察マニアで、くだらない警察裏話と引換えに高遠に情報を流したりしている。
斯波 梓（しば あずさ）
日本出身の妖怪だが、愛媛県の刑事になっている、派手な外見の女性。身長175cm、体重55kg。
家で何人もの妖しを匿っているため、資金稼ぎをするべく刑事になった。関西弁を喋る。秋から「シバ」と呼ばれる。
秋のことが大好きで、年齢に合わず見るなり秋の事を抱きしめたりする。人間より身体能力が発達している種族なため、代表として出場した柔道の全国大会ではほどほどに手を抜き、4回戦で敗退。
伊川 小町（いかわ こまち）
妖怪だが、愛媛県警の刑事で、梓の上司に当たる。身長148cm、体重37kgと小柄で、梓と比べると地味な女性。秋からは「コマ」と呼ばれる。
寡黙で、言葉遣いもキビキビとしている。カイに何度もアタックされているが、本人は鬱陶しがっている様子。
高遠 砂波（たかとお さなみ）
2005年10月2日生まれ。
高遠三次の異母妹で、京都の現役女子高生。旧姓は大川。明るく前向きな行動力のある少女。ある依頼をするため深山木薬店を訪れ、一同を父が買おうとしている家へと導く。その依頼を遂行している最中、リベザルと柚之介が妖怪だと知るが、普通の友人として扱う。兄の煙草に対しては厳しいが、家族の中では割と仲が良い。

## 補足
- このシリーズの妖怪は、人間よりも何倍も寿命が長く、成長速度も遅い。というより決まっていない。妖怪は定期的に名前を変えたり戸籍を書き換えたりしながら、人間にバレないように気を使っているようである。
- 作者曰く「銀の檻を溶かして」は第0作目で、1作目は「黄色い目をした猫の幸せ」になるらしい。
- 色名前が入っていない作品は、異色作らしい。